# Grand Parc
Pour les articles homonymes, voir Grand Parc (homonymie).

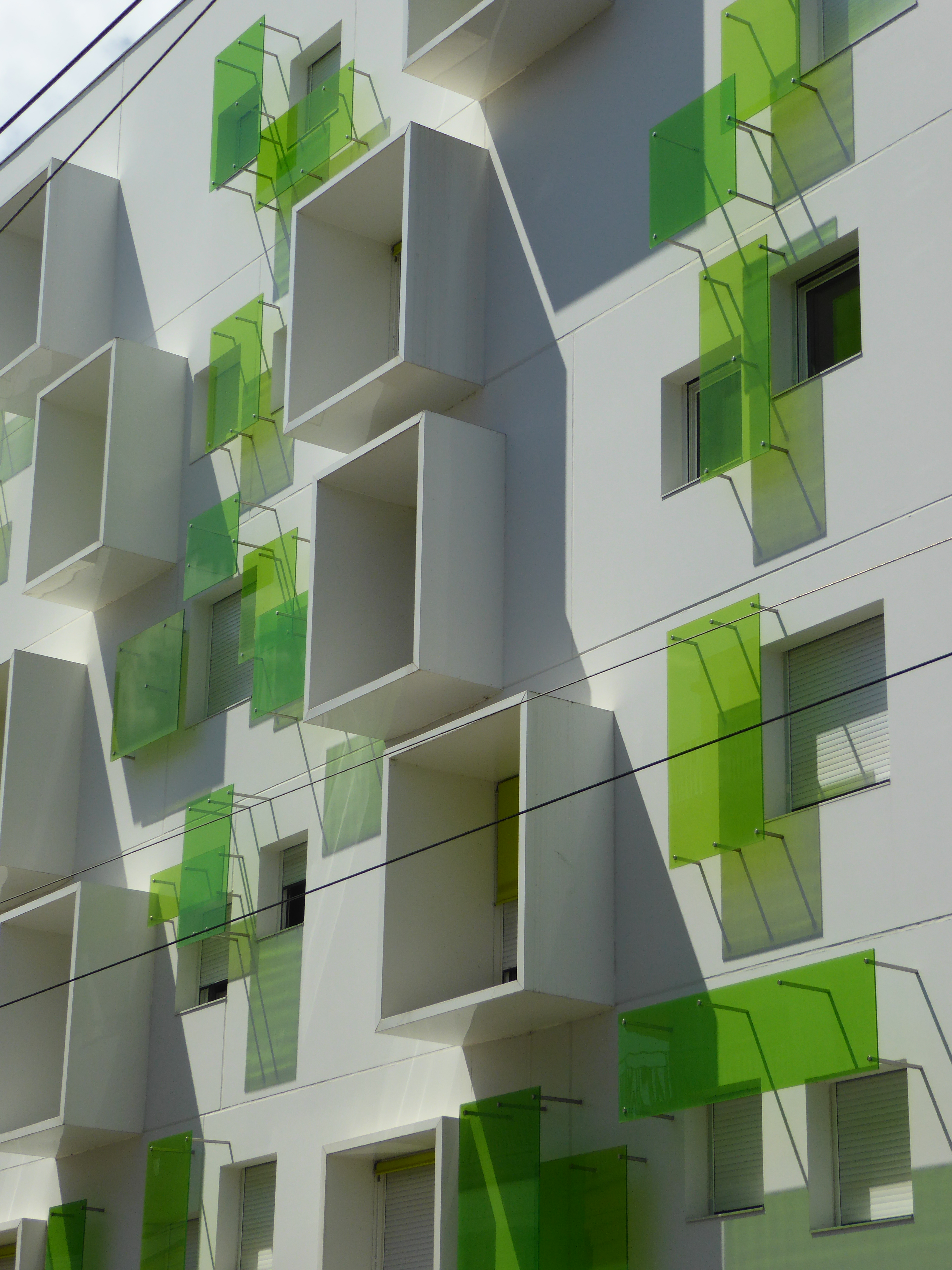
Quartier du Grand Parc

Le quartier du Grand Parc est un quartier de la commune de Bordeaux, dans le département français de la Gironde. Officiellement, le quartier fait partie de la subdivision Chartrons - Grand Parc - Jardin Public.
Classé quartier prioritaire, le Grand Parc compte près de 4 300 habitants en 2018.

## Localisation
Le quartier du Grand Parc est situé au Nord de Bordeaux, à proximité des Chartrons, et en limite communale du Bouscat. Bien relié à l’hypercentre, bien desservi par les transports en commun, ce quartier est ainsi proche des services urbains de cœur de ville.

## Historique
Le Grand Parc est un quartier d’urbanisation qui s’inscrit dans la politique de construction de grands ensembles menée en France après la guerre. Plus localement, il participe au projet d’extension de la ville de Bordeaux sur les terrains marécageux du nord, par assèchement de terrains non urbanisés, les cressonnières des marais de Luze. 
La ville prévoit la construction d'une cité HLM de 4 000 logements suivant le plan de l'architecte Jean Royer (1903-1981) sur un terrain d'une superficie de 60 ha.
Les travaux entrepris en 1959 par la Société Bordelaise d’Urbanisme et de Construction (SBUC) et l’office d’HLM Aquitanis aboutissent en 1975. La Cité accueille des rapatriés d’Algérie, des habitants de Mériadeck dont la restructuration est en cours et des fonctionnaires mutés. Les 4 000 logements de « La Cité du Grand Parc » s’organisent autour d’une grande zone de verdure centrale de près de 8ha qui accueille la majorité des équipements associés.
La salle des fêtes du Grand Parc fut un haut lieu de la scène bordelaise des années 1970-1990. Fermée durant plus de vingt ans, après réhabilitation à l'identique, elle a rouvert en juin 2018.

## Le paysage urbain aujourd'hui

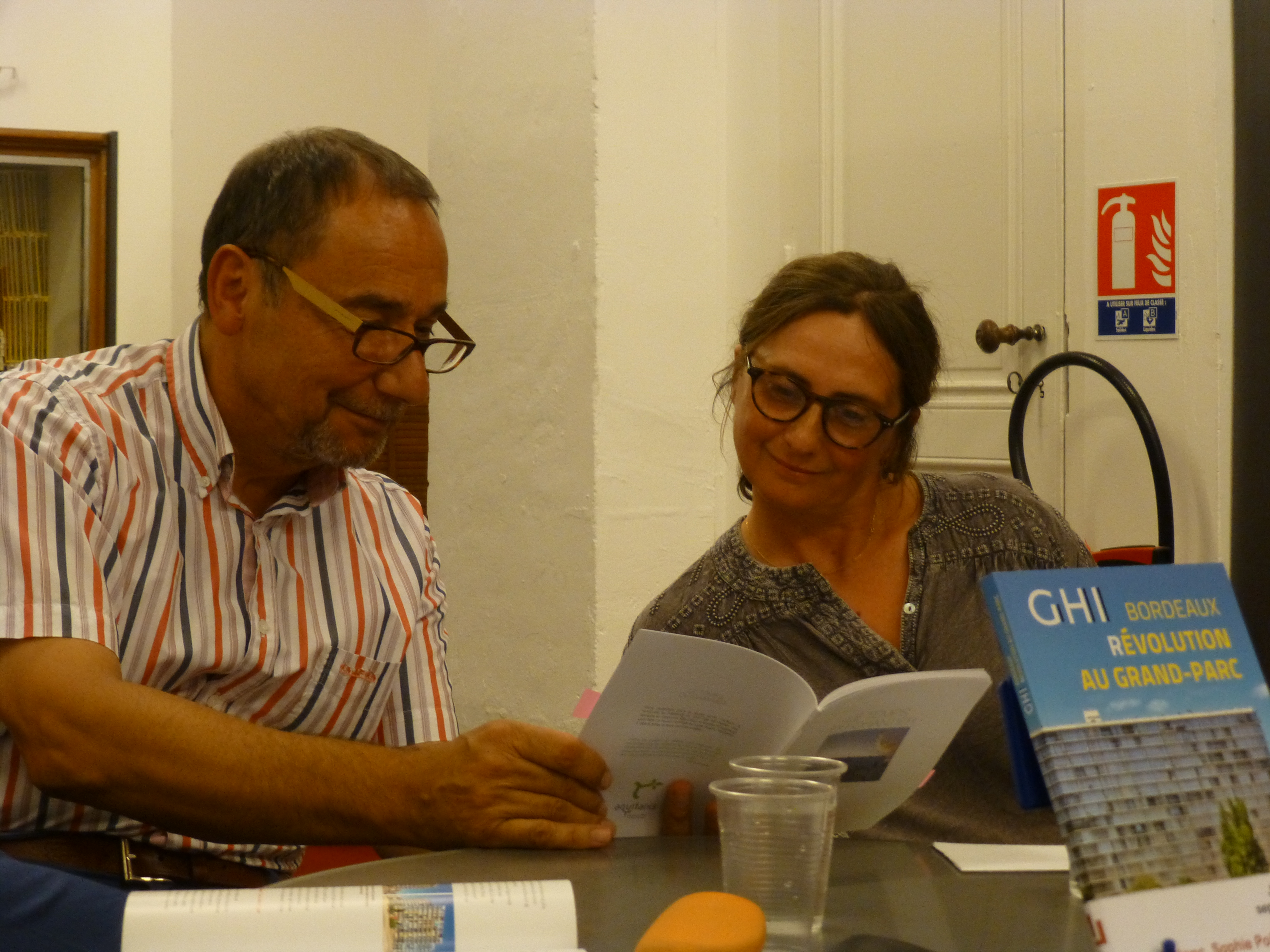
GHI Bordeaux, Révolution au Grand Parc

Aujourd'hui, le quartier du Grand Parc connait un renouvellement urbain important avec l'arrivée du tramway et la construction de la ZAC Ravezies. Cependant, « La Cité du Grand Parc » vieillit mal. À l’origine peuplée de familles nombreuses, la cité abrite aujourd’hui des ménages de petite taille. Une partie de la cité est classée quartier prioritaire, au sud de la place de l'Europe. Elle compte 4 278 habitants en 2018 pour un taux de pauvreté de 42 %.
Le handicap majeur de la cité est le vieillissement confirmé de sa population et son dépeuplement : peuplé de 13 191 habitants en 1968 contre 8 876 en 1990. Le pourcentage de personnes de plus de 60  ans a pratiquement doublé de 1975 à 1990, passant de 15,9 % à 28 %. La catégorie des moins de 20 ans a diminué : de 31,6 % en 1975, elle est passée à 21,2 % en 1990. Si les logements sont de bonne qualité et la vacance faible (2,2 %), les formes urbaines apparaissent comme datées (barres, tours uniformité urbaine).
L'opération GHI menée par Aquitanis a permis à trois tours et 530 logements d'échapper à la démolition grâce à l'inscription UNESCO et à l'intervention de l'agence d'architecture Lacaton et Vassal et de leur équipe. Sophie Poirier, auteure, a composé un récit Le temps du Chantier à partir des témoignages de locataires qui ont vécu sur place pendant les travaux, récit qui a été distribué aux 530 familles. 530 fois les qualités de la maison Latapie de Floirac : dilatation de l'espace, ensoleillement, intimité et ouverture, économie, convivialité, beauté, générosité et souci environnemental. Elle a présenté l'ouvrage publié par les éditions Le Festin, avec Bernard Blanc, directeur d'Aquitanis et Marc Saboya, historien à La Machine à Lire (Bordeaux) le 1er septembre 2016.

### Sources
webetab.ac-bordeaux.fr/